# Municipio de Marion (condado de Hendricks)
El municipio de Marion (en inglés: Marion Township) es un municipio ubicado en el condado de Hendricks en el estado estadounidense de Indiana. En el año 2010 tenía una población de 1402 habitantes y una densidad poblacional de 14 personas por km².

## Geografía
El municipio de Marion se encuentra ubicado en las coordenadas 39°46′6″N 86°38′14″O / 39.76833, -86.63722. Según la Oficina del Censo de los Estados Unidos, el municipio tiene una superficie total de 100.11 km², de la cual 99,83 km² corresponden a tierra firme y (0,28 %) 0,28 km² es agua.

## Demografía
Según el censo de 2010, había 1402 personas residiendo en el municipio de Marion. La densidad de población era de 14 hab./km². De los 1402 habitantes, el municipio de Marion estaba compuesto por el 98,57 % blancos, el 0,29 % eran afroamericanos, el 0,21 % eran amerindios, el 0,29 % eran asiáticos, el 0,36 % eran isleños del Pacífico y el 0,29 % eran de una mezcla de razas. Del total de la población el 0,57 % eran hispanos o latinos de cualquier raza.